# Повстання Абд аль-Кадіра

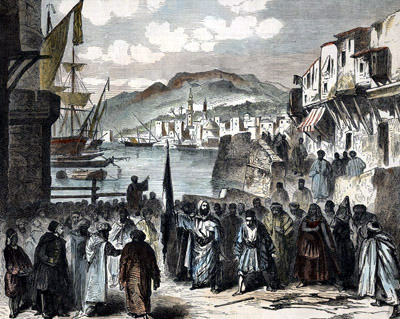

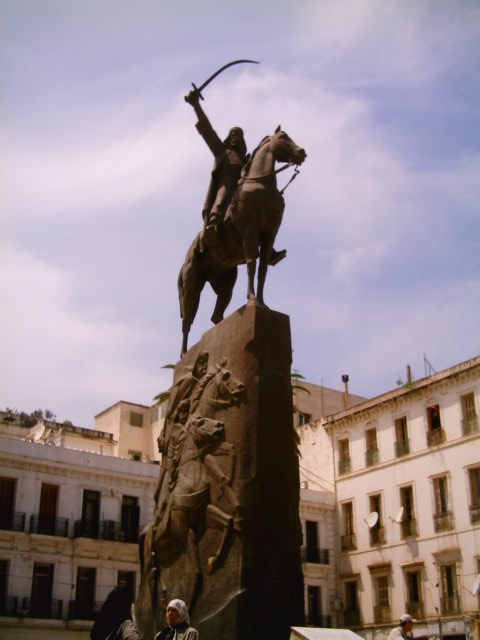
Площа еміра Абд аль-Кадіра (Алжир)

Повстання Абд аль-Кадіра - народне повстання за незалежність Алжиру, проти французьких загарбників у 1832-1847 роках під керівництвом Абд аль-Кадір.
В червні 1830 французький експедиційний корпус висадився в Алжирі з метою захоплення країни. Місцева влада капітулювала, але по всій країні почалися виступи населення проти французів. У 1832 на чолі племен Західного Алжиру став Абд аль Кадир. За два роки арабо-берберські племена провінції Оран завдали французам ряд поразок й примусили їх до підписання мирної угоди (договір Демішеля від 24 лютого 1834 року). Франція визнала владу Абд аль Кадира на більшій частині території провінції Оран, де на той час повстанці створили державу (емірат) з центром в місті Маскара.
У 1835 році війна відновилася. Після ряду поразок генерал Бюжо від імені Франції підписав Тафнський мирний договір (30 травня 1837 року), який підтверджував включення в емірат майже усієї території сучасного Алжиру. Емірат поділявся на 8 провінцій, на чолі яких стояли намісники еміра, вони ж воєначальники. На додаток до ополчення племен та окремих феодалів була створена регулярна армія, яка складалася з кінноти, піхоти та артилерії загальною чисельністю до 10 тисяч вояків. Було налагоджено виробництво зброї та боєприпасів. Готуючися до тривалої війни з французами, Абд аль Кадир створив декілька ліній оборони, остання з яких проходила по межі пустелі, де укріплені оази могли бути базами на випадок відступу.
18 жовтня 1838 року французи підступно порушили Тафнський договір. Використовуючи тактику випаленої землі стотисячне військо генерала Бюжо захопило в 1843 році територію емірату. Абд аль Кадир втік у Марокко. Французьке військо вторглося в Марокко і розбило військо марокканського султана в битві на річці Іслі (12 серпня 1844 року). У 1845-1846 алжирці знову повстали, а повстання знову очолив Абд аль Кадир, який повернувся з Марокко. В 1847 році повстанців було розбито, а Абд аль Кадира взято в полон.